# Mapa de Juan de la Cosa

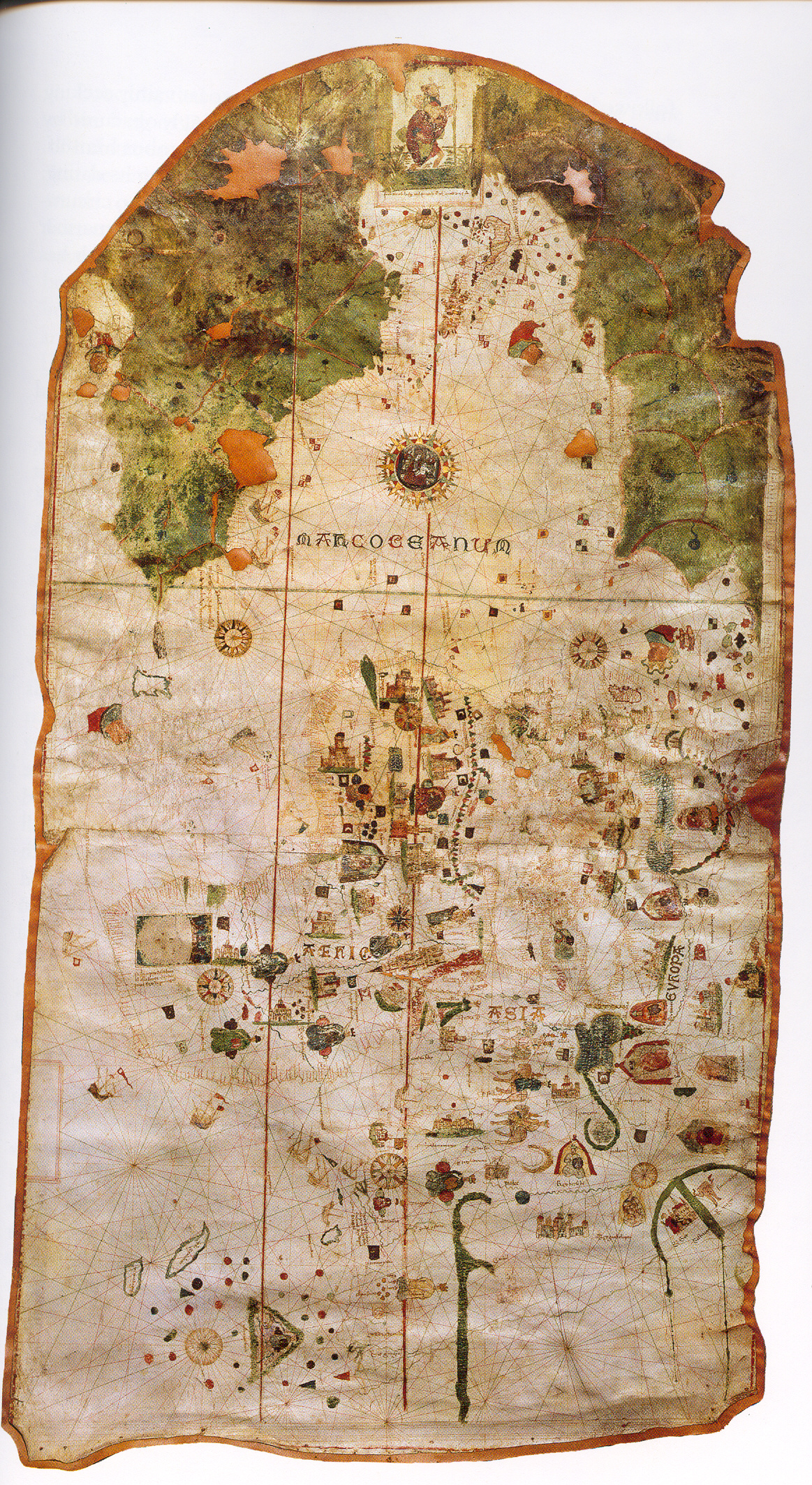
El Nuevo Mundo aparece en la parte superior (en verde) y el Viejo Mundo en la parte central e inferior (en blanco).

El mapa o carta de Juan de la Cosa es el primer mapamundi que contiene una representación de América. De 93 centímetros de alto por 183 de ancho, está pintado a color sobre pergamino y se conserva en el Museo Naval de Madrid. Una inscripción dice que fue realizado por el marino cántabro Juan de la Cosa en 1500 en El Puerto de Santa María. Su rica decoración indica que probablemente fue hecho por encargo de algún miembro poderoso de la corte de los Reyes Católicos.
El mapa es la representación inequívoca de América más antigua conservada; en él aparecen las tierras descubiertas hasta finales del siglo XV por las expediciones españolas y portuguesas a América. También muestra una gran parte del Viejo Mundo, según el estilo típico de los portulanos medievales, incluyendo noticias de la reciente llegada de Vasco de Gama a la India en 1498.
La carta de Juan de la Cosa es la única obra cartográfica conservada de las realizadas por los testigos presenciales de los primeros viajes de Cristóbal Colón a las Indias. El mapa hace alusión al descubridor mediante una gran imagen de San Cristóbal que cubre la zona donde debería estar Centroamérica. Sin embargo, Cuba se representa como una isla, en contra de la opinión de Colón, que la consideraba una península de Asia.

## Descripción física

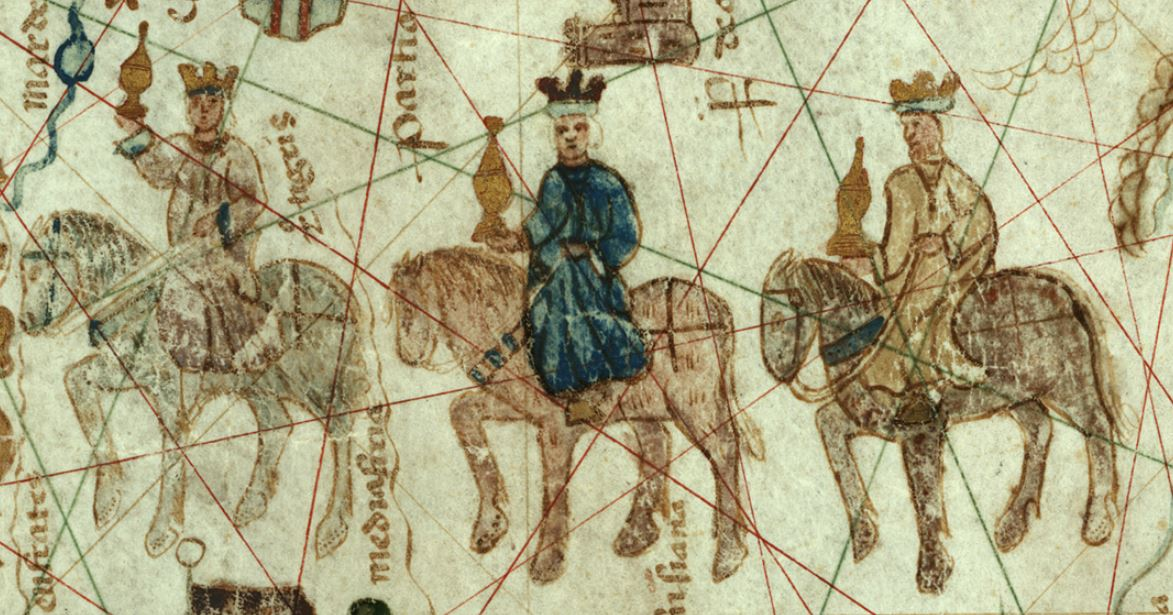
Los Reyes Magos, personajes a la vez bíblicos y legendarios, en Asia.

La carta de Juan de la Cosa es una obra manuscrita, de 93 cm de alto (norte-sur) por 183 de ancho (este-oeste), dibujada sobre dos hojas enlazadas de pergamino de piel de ternera cosidas a un lienzo resistente. Los dos trozos están pegados por el centro, a la altura de Italia y África, y su forma no es simétrica ya que la parte occidental corresponde al cuello del animal. Está ilustrada con tinta y acuarelas. El Nuevo Mundo aparece representado en verde mientras que el Viejo Mundo no está coloreado. En el mapa se señalan los ríos, puertos y núcleos de población mediante símbolos convencionales. Además está profusamente decorado a la manera de los portulanos de la escuela mallorquina con rosas de los vientos, banderas, embarcaciones, reyes africanos y personajes legendarios, por ejemplo el preste Juan de las Indias en África y los Reyes Magos en Asia. La rosa de los vientos situada en el Atlántico contiene una representación de la Virgen y el Niño.
En el extremo superior del mapa, cubriendo la región centroamericana, existe un recuadro con una imagen de San Cristóbal, probable alusión a Cristóbal Colón. Bajo el santo aparece la referencia al autor y fecha del mapa: Juan de la cosa la fizo en el puerto de S: mã en año de 1500. En el margen inferior, a la derecha, aparece otra cartela pero en blanco, aparentemente reservada para algún texto que al final no se incluyó.
Su estado de conservación es en general bueno pero con algunos desperfectos: desconchados en la parte superior, así como diversos deterioros debidos a un incendio.
Contiene numerosos topónimos, escritos en castellano, pero algunos de ellos son ilegibles, sobre todo en el Nuevo Mundo.

## Historia

### Autor y fecha

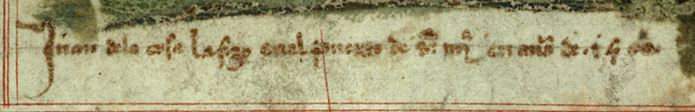
Texto del mapa que indica el autor, lugar y fecha de realización.

Una cartela del mapa afirma que «Juan de la cosa la fizo en el puerto de S: mã en año de 1500»; es decir, que "Juan de la Cosa la hizo en El Puerto de Santa María en el año 1500".
Juan de la Cosa fue un marino nacido en Cantabria a mediados del siglo XV y muerto en la costa de la actual Colombia en 1509. Tuvo un papel destacado en el primer viaje de Colón a las Indias (1492-93), ya que fue como maestre de la nao capitana, la Santa María. También tomó parte en el segundo viaje del Almirante (1493-96). En 1499 se asoció con Alonso de Ojeda para realizar una expedición propia a América, en la que participó también Américo Vespucio. Partieron en mayo de 1499, recorrieron una parte sustancial de la costa atlántica de Sudamérica y regresaron o bien en noviembre de 1499 o bien en junio de 1500. Se sabe que de la Cosa traía ya un boceto de mapa consigo en el regreso de este viaje. De la Cosa volvió a hacerse a la mar en la expedición de Rodrigo de Bastidas (finales de 1500 o mediados de 1501 según diferentes autores) y debió de realizar su carta durante el verano u otoño de 1500. La rica ornamentación indica que probablemente fue realizada por encargo de algún personaje poderoso, quizás el obispo Fonseca.

#### Controversias y analíticas
Algunos historiadores han puesto en duda que la carta date de 1500 porque estiman que parte de la información cartográfica contenida en ella no había sido descubierta aún en aquel año. El primero en formular esta teoría fue George E. Nunn en 1934, que afirmaba que Cuba no fue circunnavegada hasta 1509 y que por ello de la Cosa no podía saber que era una isla, que es como correctamente la muestra el mapa. Sus argumentos han sido rebatidos desde entonces, mostrándose por ejemplo que Pietro Mártir ya escribió en 1501 que «muchos afirman haber navegado alrededor de Cuba». Otros autores han apuntado que en la carta no figuran muchos de los acontecimientos posteriores a 1500, como por ejemplo el tercer viaje del propio de la Cosa al Nuevo Mundo (1501-1502), que descubrió el golfo de Urabá y la costa del Darién.
Otra teoría, más ampliamente aceptada, afirma que el mapa que se conserva es una copia del original preparado por de la Cosa. Un indicio a favor de esta teoría es el hecho de que muchos topónimos son ilegibles, como si el copista no hubiese sido capaz de descifrar la letra del autor original. El historiador Hugo O'Donnell ha ido más lejos, opinando que el trabajo de Juan de la Cosa se limitó a un bosquejo que luego fue completado y enriquecido por algún otro cartógrafo.
Por otro lado, en 1987 el Gabinete de Documentación Técnica del Museo del Prado mostró mediante diversos análisis que los pigmentos de la carta eran compatibles con una realización en 1500. No se apreciaron signos de repinte posterior.

### Desaparición y hallazgo
No existe constancia documental directa de la carta, pero se sabe que Juan de la Cosa presentó dos "cartas de marear de las Yndias" a los Reyes Católicos en Segovia en 1503. Uno de ellos puede haber sido su mapamundi de 1500 o quizás una versión posterior del mismo, actualizada con los descubrimientos de las expediciones más recientes. Los dos mapas debieron pasar después a poder del obispo Fonseca, en cuyo despacho los pudo contemplar Pedro Mártir, que menciona a Juan de la Cosa en un escrito fechado en 1514:

Visité al prelado burgalés, patrono de las referidas navegaciones (...) Tuvimos a mano numerosos testimonios de todo lo ocurrido: una esfera sólida del Universo con estos descubrimientos y diversos mapas a los que los navegantes llaman cartas de marear. Una de ellas la habían dibujado los portugueses, con intervención, según decían, del florentino Américo Vespucio (...) Otra carta, comenzada por Colón cuando recorría aquellos lugares, fue adicionada a su entender por su hermano Bartolomé (...) Además, no hubo castellano que a poco que se creyera capacitado para medir tierras y litorales, no se confeccionase su mapa. Guárdanse como los más estimables los que compusieron aquel Juan de la Cosa, compañero de Hojeda (...) y otro piloto nombrado Andrés Morales.
Pedro Mártir de Anglería. Década II, Libro X. Fechada a 4 de diciembre de 1514.

La pista del mapa se pierde totalmente hasta que, en 1832, el barón de Walckenaer se lo compró a un comerciante de París y se lo mostró a varios amigos, entre los que se contaba el erudito alemán Alexander von Humboldt, que fue el primero que lo dio a conocer. El español Ramón de la Sagra publicó en 1837 la parte occidental de la carta y en 1842 el vizconde de Santarém reprodujo la parte dedicada a África. Al morir el barón de Walckenaer en 1852 su biblioteca salió a subasta. De la Sagra alertó al Ministerio de Marina español, que pujó por la carta y logró adquirirla por 4321 francos de la época.

### Ubicación actual
Desde 1853 la carta se expone en la Sala de Descubrimientos del Museo Naval de Madrid. La carta ha realizado muy pocas salidas del Museo. La más dramática ocurrió en noviembre de 1936, en plena Guerra Civil, cuando fue evacuada a Valencia siguiendo al gobierno de la República.De Valencia fue llevada, junto al resto de lo que se denominó el Tesoro Artístico español, a Barcelona; después a la provincia de Gerona, y de allí en febrero de 1939 a la sede de la Sociedad de las Naciones en Ginebra (Suiza). Terminada la guerra, la Sociedad de las Naciones entregó al gobierno de Franco el Tesoro Artístico, incluyendo el mapa de Juan de la Cosa, que regresó al Museo Naval de Madrid el 3 de junio de 1939.
La carta no ha sido restaurada nunca. Se han realizado varias ediciones facsímil, la primera en 1892 y las más recientes en 1992. Una copia realizada a mano por el cartógrafo del Museo Juan Pedro Suárez Dávila estuvo expuesta en lugar del original desde 1988 hasta 1992.

### Historiografía
La publicación de obras sobre el mapa de la Cosa se ha concentrado en tres momentos históricos:
- Años 1830, cuando se halla y se da a conocer al mundo científico gracias a Humboldt, La Sagra y el vizconde de Santarém, entre otros;
- Finales del siglo XIX, con motivo del IV Centenario del Descubrimiento de América. Destaca el estudio realizado por A. Vascano, que acompañaba a la primera edición facsímil de la carta.
- Finales del siglo XX, con motivo del V Centenario del mismo acontecimiento.

## Territorios representados
El mapa muestra, de oeste a este: América y sus islas adyacentes; el océano Atlántico con sus archipiélagos principales; Europa, el Mediterráneo y África; el continente asiático y el océano Índico. Aunque a menudo se llama "mapamundi" a la carta de Juan de la Cosa, no lo es en sentido estricto porque su representación de Asia se corta en la península de la India, omitiendo China y Japón. Tampoco aparecen el océano Pacífico ni las regiones antárticas.

### Centroamérica y Antillas

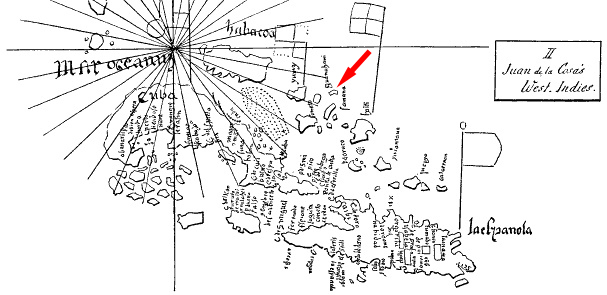
Las Antillas Mayores en el mapa de Juan de la Cosa. La flecha roja (añadida) indica la isla de Guanahani.

El trazado del mapa es claro y detallado en la zona de las Antillas, que aparecen representadas cada una con su nombre. Entre el grupo de islas Bahamas dibujado por De la Cosa con gran precisión se encuentra la isla de Guanahani, que curiosamente no recibe ningún tratamiento gráfico especial ni texto particular a pesar de ser la primera tierra "de las Indias" que Colón afirma haber avistado en su Primer Viaje.
Cuba aparece bajo esa apelación, derivada de la palabra indígena Cubanacán, y no con el nombre de Juana que le había dado Colón. Su imagen es bastante exacta: alargada, con numerosas bahías, estrangulada en dos puntos y con un extremo occidental curvado que forma un amplio golfo lleno de islitas. El autor del mapa la representa correctamente como isla, a pesar de que en junio de 1494 Colón había hecho jurar a todos los que le acompañaban en su Segundo Viaje, entre los que se encontraba De la Cosa, que Cuba no era una isla sino una península del continente asiático. Algunos autores dudan que De la Cosa pudiese conocer el hecho de la insularidad de Cuba en 1500, lo cual implicaría que el mapa debió elaborarse más tarde, pero otros historiadores afirman que para 1500 varias expediciones castellanas ya habían circunnavegado la isla.
Contrariamente a las Antillas, la costa continental vecina está dibujada de manera imprecisa, faltando las penínsulas de Florida y Yucatán, el golfo de México y en general toda América Central, en cuyo lugar figura una gran cartela con la imagen de San Cristóbal.
Se cree que De la Cosa pudo haber tapado a posta con este recuadro la zona centroamericana para evitar dibujar una línea de costa continua entre Norteamérica y Sudamérica, la cual habría negado la existencia del paso marítimo hacia las islas de las Especias que Colón y otros afirmaban existía allí.

### Sudamérica

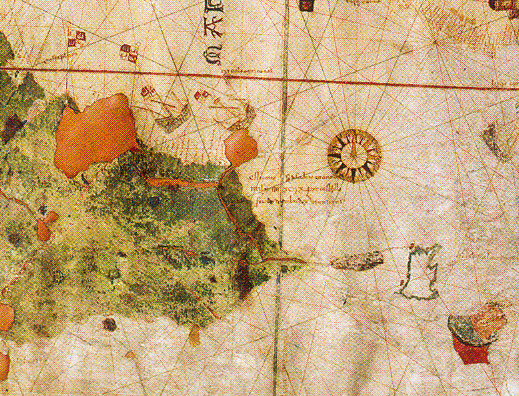
Detalle del extremo oriental de Sudamérica.

El mapa muestra la costa sudamericana adornada con banderas castellanas desde el cabo de la Vela (en la actual Colombia) hasta el extremo oriental del continente. Allí figura un texto que dice "Este cavo se descubrio en año de mily IIII X C IX por Castilla syendo descubridor vicentians" ("Este cabo se descubrió en 1499 por Castilla siendo el descubridor Vicente Yáñez") y que muy probablemente se refiere a la llegada de Vicente Yáñez Pinzón a finales de enero de 1500 a la punta oriental de Sudamérica, a la que llamó cabo de Santa María de la Consolación.
Más hacia el este aún y separada del continente aparece una «Ysla descubierta por portugal» ("Isla descubierta por Portugal") coloreada en azul. Probablemente De la Cosa quiso reflejar así la tierra hallada por el portugués Pedro Álvares Cabral en 1500 y que éste había bautizado "Tierra de Vera Cruz" o "de Santa Cruz".
En la zona norte de la región sudamericana aparece la Costa de perlas, que había sido descubierta por Colón en su Tercer Viaje (1498) y que fue recorrida por el propio de la Cosa en su viaje con Alonso de Ojeda. Aparecen también dos menciones de otros tantos "mares dulces" (Mar de agua duce y Mar Duce) que corresponden, respectivamente, al de la desembocadura del Orinoco, descubierto por Diego de Lepe en 1500 y al situado frente a la costa de las Guayanas, navegado por Ojeda en 1499.

### Norteamérica
El mapa representa Norteamérica como una masa continental continua que se extiende hasta el Ártico. Se representa de manera más esquemática y con menos indicaciones que otras zonas geográficas. El fragmento de costa norteamericana donde de la Cosa sí escribió topónimos está señalado por cinco banderas inglesas de color azul y marrón situadas entre dos inscripciones referidas a la misma nación: mar descubierta po ynglesie ("mar descubierta por ingleses") al oeste y cavo de ynglaterra ("cabo de Inglaterra") al este.
Se cree que de la Cosa quiso representar de esta manera los descubrimientos realizados por Giovanni Caboto en sus expediciones de 1497 y 1498 bajo bandera inglesa. El embajador castellano en Londres, Pedro de Ayala, debió enviar a los Reyes Católicos una copia del mapa dibujado por Caboto, hoy desaparecido.

### Viejo Mundo

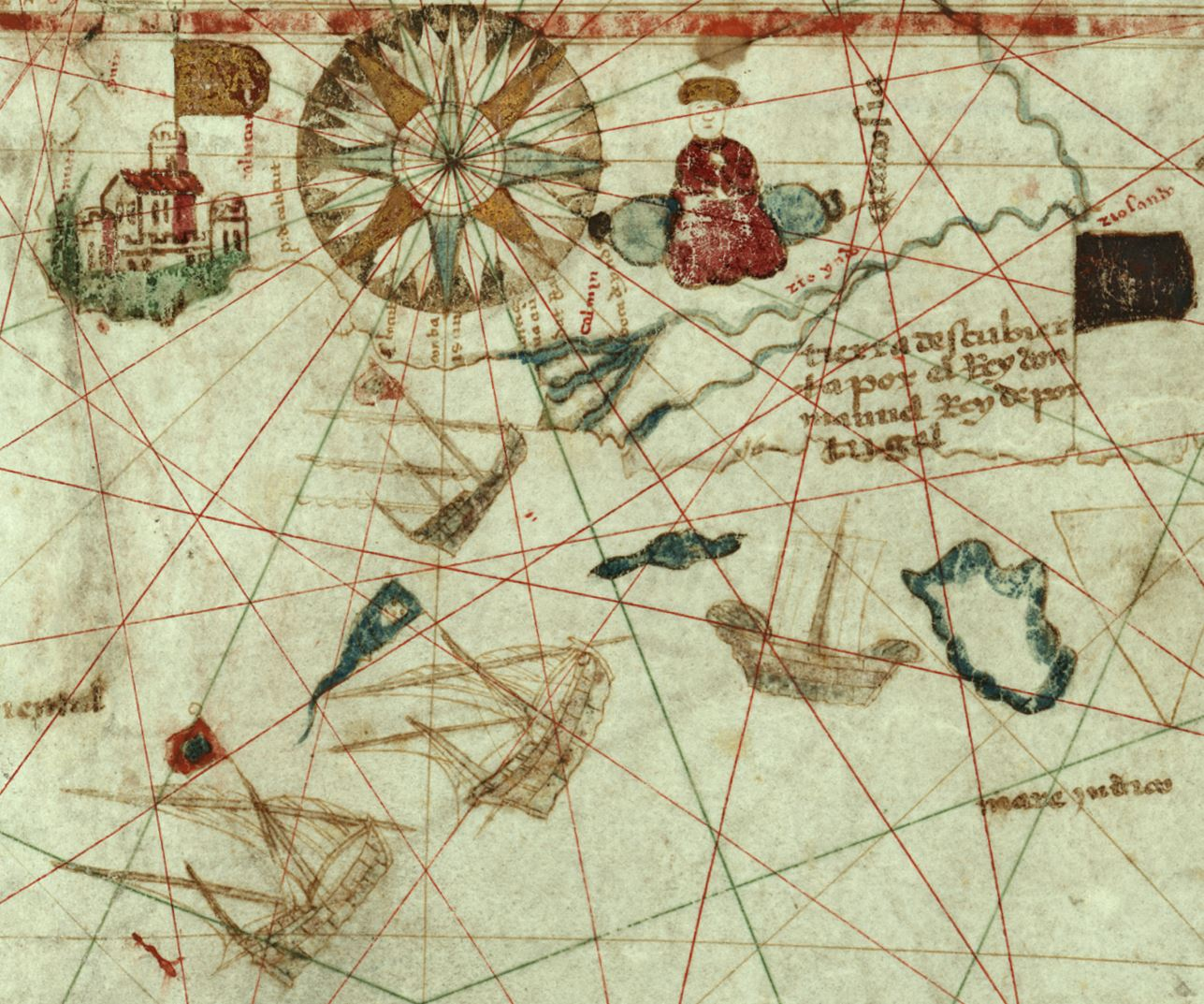
Barcos portugueses llegando a la India.

Las costas de Europa y del Mediterráneo aparecen dibujadas con la precisión habitual de los portulanos de la época. El contorno de África refleja los más recientes descubrimientos portugueses. Así, en el extremo sur del continente hay una nota que dice: "Hasta aquí descubrió el excelente rey D. Juan de Portugal", en referencia al viaje de Bartolomé Días de 1487-1488. La costa oriental africana, que acababan de reconocer los portugueses, presenta un trazado menos exacto.
El continente asiático está dibujado sólo en parte y de manera bastante inexacta. El mapa se corta en las orillas del mar Arábigo y faltan por tanto gran parte del subcontinente indio. Ceilán aparece representada como una gran isla triangular llamada Trapobana. Debajo de la península indostánica un texto dice: "Tierra descubierta por el rey D. Manuel, rey de Portugal", en referencia al viaje de Vasco de Gama de 1497-1499. Aparte de esta nota, la representación de la India es similar a las de los mapas de la Geographia de Ptolomeo así como a la del Atlas Catalán de 1375. En la parte central del océano Índico aparecen dibujadas dos grandes islas, Zanabar y Madagascoa, similares a las del globo terráqueo de Martin Behaim.
El cortar el mapa para no representar Indochina ni China podría haber sido una estratagema de De la Cosa, que así habría evitado tener que tomar partido sobre si las tierras descubiertas por Colón eran el extremo oriental de Asia o bien un continente nuevo.

## Cartografía

### Líneas de referencia

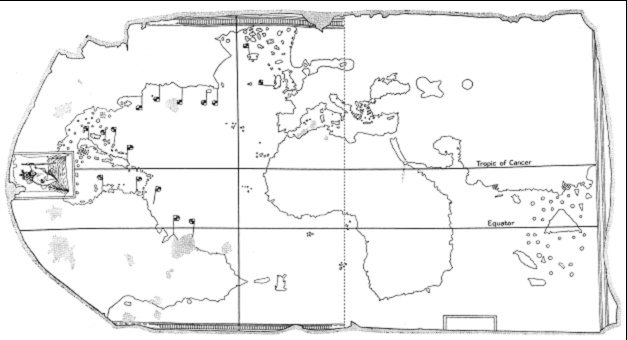
Esquema del mapa con las tres líneas de referencia principales.

El mapa de Juan de la Cosa presenta las líneas de rumbos tradicionales de los portulanos. En él figuran dos rosas de los vientos principales de 32 direcciones, una al sur de la India y otra mayor en medio del Atlántico. Estas dos rosas son los centros de sendas circunferencias determinadas por otras 16 rosas de los vientos más pequeñas. Al contrario de otras cartas posteriores, las rosas de este mapa no se intersecan unas con otras. La línea que une los centros de las rosas constituye el eje principal de la carta.
Además aparecen claramente resaltadas tres líneas rectas: una este-oeste rotulada «circulo cancro» que coincide casi con el eje principal del mapa; otra, llamada «circulo equinoccial» o «linea equinoccial», paralela a la anterior y situada en la mitad sur, y una línea norte-sur que pasa por los archipiélagos de las Azores y de Cabo Verde y corta perpendicularmente a las dos anteriores, titulada «liña meridional». Los historiadores identifican unánimemente el «circulo equinoccial» con el Ecuador y la mayoría consideran que el «circulo cancro» representa el Trópico de Cáncer. Sobre la línea vertical se ha dicho que se trata de la línea fijada por el papa Alejandro VI en la bula Inter Caetera (1493) o bien que es el meridiano tomado como referencia en el tratado de Tordesillas (1494) para dividir el Atlántico entre Castilla y Portugal. Otra teoría afirma que De la Cosa quiso señalar la longitud en la que la declinación magnética se anula, es decir, donde el norte señalado por la brújula corresponde exactamente con el polo Norte geográfico señalado por la Estrella Polar.

### Escala
El mapa proporciona dos escalas en forma de líneas de puntos sin ningún número ni explicación, colocadas en los márgenes superior e inferior de la mitad occidental de la carta. Se cree que la distancia entre puntos podría representar 50 millas. También se ha afirmado que el mapa fue dibujado utilizando una escala diferente para el Nuevo Mundo y para el Viejo, lo cual habría dilatado la imagen de América en una proporción de 1,4:1 respecto al Viejo Mundo.
El mapa no muestra ni los valores ni la definición del sistema de coordenadas utilizado en su construcción.

### El problema de la latitud
Si se parte de la hipótesis de que el mapa representa el globo terrestre según una malla perpendicular de longitud y latitud, se llega a la conclusión de que de la Cosa fue bastante exacto con las longitudes pero cometió errores de bulto con la latitud de las tierras americanas recién descubiertas: Puerto Rico aparece dibujado sobre el Trópico de Cáncer (el «circulo cancro») cuando en realidad se encuentra cinco grados al sur del mismo; la Española aparece a la misma altura que las Canarias a pesar de que sus latitudes difieren realmente en ocho grados; la costa norte de Cuba parece llegar en el mapa hasta los 36ºN mientras que realmente queda doce grados más al sur.
Colón parece haber cometido los mismos errores ya que, entre otros ejemplos, en su carta al escribano de ración de marzo de 1493 afirmó de La Española que «el sol tiene allí gran fuerza, puesto que es distante de la línea equinoccial veinte y seis grados», mientras que esta isla se encuentra realmente entre los 17.5 y 20ºN de latitud. En 1494 repitió el mismo dato en una carta a los Reyes Católicos relatando su Segundo Viaje.

## Importancia
El mapa de Juan de la Cosa tiene gran importancia histórica por ser el único mapa conocido realizado por un testigo presencial de los dos primeros viajes de Colón. Es además la carta más antigua en la que aparece de forma indiscutible América.
Dado que se trata de una carta manuscrita, no grabada o impresa, sólo unas pocas personas pudieron tener el privilegio de consultarla y estudiarla en detalle. Se cree por ello que su influencia en el desarrollo de la cartografía debió ser limitada. Sin embargo, sabemos que en su época fue apreciada por su calidad ya que o ella o una posterior del mismo autor fue citada por Pedro Mártir en 1514 entre las "cartas de marear" castellanas más valiosas.